# Окелуса
Окелуса (на английски: Okelousa) е малко северноамериканско индианско племе, което през 1682 г. живее в северната част на Байо Лафурш, западно от река Мисисипи в Луизиана. Почти нищо не е известно за тях. Заради тесните им връзки с други мускогски племена се предполага, че езикът им е мускогски, но няма никакви доказателства за това. За последно името им се споменава през 1730те, когато живеят на западния бряг на Мисисипи, на и над Пойнт Купи. След това повече нищо не се чува за тях. Предполага се, че се присъединяват към хоама или аколаписа, или някое друго по-голямо племе в областта.